# Чан Юй (тенісист)
Чан Юй (нар. 14 серпня 1988) — колишній китайський тенісист.
Найвищу одиночну позицію світового рейтингу — 335 місце досяг 8 квітня 2013, парну — 369 місце — 4 березня 2013 року.

## Титули ATP Челленджер і ITF Ф'ючерс

### Одиночний розряд: 2
| ATP Челленджери (0) |
| ITF Ф'ючерс (2)     |

| Ранг | Дата            | Турнір             | Покриття | Суперник    | Рахунок  |
| ---- | --------------- | ------------------ | -------- | ----------- | -------- |
| 1.   | 25 березня 2012 | Нісі-Токьо, Японія | Тверде   | Нікі Такуто | 6–2, 6–3 |
| 2.   | 30 березня 2013 | Кофу, Японія       | Тверде   | Нам Хюн У   | 6–2, 6–1 |

### Парний розряд: 5
| ATP Челленджери (0) |
| ITF Ф'ючерс (5)     |